# Marcus Antonius Orator
Marcus Antonius Orator (i. e. 143 – i. e. 87) római politikus, korának híres szónoka, az Antonia gens, egy előkelő plebeiusnemzetség leszármazottja, Marcus Antonius Creticus és Caius Antonius Hybrida apja, a későbbi triumvir Marcus Antonius nagyapja volt.
Cursus honoruma i. e. 113-ban kezdődött. Először quaestor, majd 104-ben praetor volt, 103-ban pedig Cilicia proconsuli rangú helytartója lett. Ilyen minőségben nagy sikereket ért el a kalózok elleni harcban, és 102-ben diadalmenetet tartott. 99-ben lett Aulus Albinus consultársa, 97-ben pedig censor volt. A senatusban mindvégig a konzervatív optimata párt támogatója volt, és ellenezte Lucius Appuleius Saturninus néppárti törekvéseit, így például a Sextus Titius tribunus által beterjesztett földtörvényjavaslatot is. Lucius Cornelius Sulla és Caius Marius polgárháborjúban az előbbi pártját fogta, ezért Kr. e. 87-ben, amikor Marius és Lucius Cornelius Cinna hívei kerítették hatalmukba Róma városát, kivégezték. Levágott fejét a Rostrán tették közszemlére.
Fontos szerepe volt több, politikai szempontból is jelentős perben, ő védte például Manlius Aquiliust, aki a római államnak nagy szolgálatot tett a szicíliai rabszolgafelkelés leverésével. Korának – Crassus mellett – egyik legjelentősebb szónoka volt. Cicero kettejüket tartotta a fiktív vita fő irányítóinak (Vö. A szónokról című műve). Az utókorra csupán a De ratione dicendi (’A szónoklás művészetéről’) című művének néhány töredéke maradt.